# Романович Андрій Володимирович
Андрі́й Володи́мирович Романо́вич  (13 червня 1982 року народження) — майор Збройних сил України.
Станом на листопад 2021 року — заступник начальника школи саперів — начальник групи організації навчального процесу 143-й центр розмінування

## Нагороди
19 липня 2014 року — за особисту мужність і героїзм, виявлені у захисті державного суверенітету та територіальної цілісності України, вірність військовій присязі під час російсько-української війни, відзначений — нагороджений орденом Богдана Хмельницького III ступеня.